# Bice Rizzi
Bice Rizzi (San Bernardo di Rabbi, 26 agosto 1894 – Trento, 27 aprile 1982) è stata una storica italiana.

## Biografia

### La famiglia
Figlia di Enrica (detta anche Enrichetta) Giupponi, di origine bergamasche, e del medico noneso Candido Rizzi, Bice cresce, assieme alle sorelle Cornelia ed Elena, in una famiglia che aderisce con convinzione al movimento liberal-nazionale: il nonno materno Carlo, farmacista trasferitosi a Trento nel 1858, proveniva da una famiglia che simpatizzava per Garibaldi (due suoi fratelli erano partiti volontari in Sicilia, un altro parente aveva seguito Francesco Nullo in Polonia), ed egli stesso aveva più volte preso posizione, ad esempio nel 1881, quando firma una petizione di protesta contro l'apertura del Ginnasio tedesco a Trento; il padre Candido, "grande ammiratore" - secondo quanto di lui scrive la figlia - di Cesare Battisti, è arrestato nel giugno del 1915 con l'accusa di spionaggio a favore dell'Italia, episodio sul quale si tornerà ancora, in quanto fondamentale per la vita di Bice stessa. 

### La formazione
Dopo aver frequentato le scuole elementari nella natia Rabbi, Bice prosegue la propria formazione prima, per due anni, in collegio dalle Dame Inglesi, poi nel liceo femminile "Bianca Laura Saibante" a Rovereto che, fondato da don Savino Pedrolli nel 1904 con lo scopo di formare giovani donne del ceto medio benestante, aveva sede all'interno di Palazzo Fedrigotti. Bice, che vi risulta iscritta a partire dall'anno scolastico 1907/1908, segue un piano di studi che prevede un corso di sei anni che, improntato soprattutto allo studio delle materie umanistiche, la impegna (considerando le sole materie obbligatorie) per 25 ore la settimana; nel luglio del 1913 la giovane donna è impegnata negli esami di maturità, mentre nel mese di settembre dello stesso anno è ammessa nell'Associazione studenti trentini.
Il 6 ottobre 1913 Bice si iscrive all'imperial-regia universitaria di Vienna, frequentando tuttavia un semestre del secondo anno, per la precisione dal novembre 1914 all'aprile 1915, a Firenze, dove si reca interessata soprattutto a capire che posizione avrebbe assunto l'Italia nell'imminente guerra e coltivando nella città toscana "qualche contatto non peregrino con i fuoriusciti irredenti di Firenze".

### Arresto e liberazione (1915-1918)
IL 23 giugno del 1915 il padre di Bice, malato, è arrestato con l'accusa di spionaggio: trasferito nel carcere di Trento, Candido Rizzi è rilasciato una decina di giorni dopo, a causa del cattivo stato di salute; a inizio luglio è emesso un mandato di cattura per la figlia maggiore Bice, parimenti accusata di spionaggio. Dopo sette mesi di pene, non solo dovute alla detenzione (il 20 agosto muore il padre; il 24 dello stesso mese la madre e la sorella Cornelia - Elena era morta nel 1904 di meningite - sono internate a Katzenau bei Linz), si giunge al processo: nella fase di dibattimento vengono esposte le prove raccolte dall'accusa (cartoline postali da e per il Regno, lettere, ritagli di poesie...), tutto materiale frammentario in cui il procuratore riuscì comunque a cogliere "un minimo comune denominatore, una «gran congiura»"; nonostante le testimonianze a suo favore deposte dal professor Redlich (che ne attestava la diligenza e il buon rendimento nel corso degli studi viennesi) e della compagna di studi Irma Ulrich, la sentenza emessa fu di condanna a morte per capestro, essendo risultata Bice rea di irredentismo, alto tradimento e spionaggio. 
L'11 aprile la condanna è commutata in dieci anni di carcere duro, da scontarsi nella fortezza di Wiener Neüdorf, a 50 chilometri da Vienna, dove Bice fu trasferita in luglio e dove rimase fino alla liberazione, l'8 novembre 1918, «impaziente l'ora di rivedere mamma e Patria».

### Il ritorno a Trento: gli anni tra le due Guerre
Rientrata a Trento, Bice Rizzi s'impegnò per la realizzazione di un Museo del Risorgimento. L'idea, soggiunta per primo a Cesare Battisti, fu ripresa a guerra terminata dai giovani legionari, che ottennero l'approvazione dell'allora sindaco Vittorio Zippel. Come sede fu eletto, pare in modo del tutto naturale, il Castello del Buonconsiglio, dove fu organizzata (in ragione del materiale patriottico raccolto: lettere, fotografie, opuscoli, giornali, cimeli...) una prima mostra temporanea dal 18 giugno al 3 luglio 1922; assunta dal neonato Museo come segretaria nel 1951 e solo in seguito nominata direttrice a pieno titolo dell'ente, Bice è in realtà già nel 1923 chiamata a esercitare le funzioni di direttore ufficiale del Museo, allora assente.
Nel frattempo si intensificano i rapporti di Bice con gli esponenti della media borghesia intellettuale cittadina: alle frequenti visite a casa Battisti (dove la donna si recava per discutere di fatti di rilievo locale e nazionale con Ernesta Bittanti Battisti), ella alternava gli incontri con gli affezionati Ezio Mosna e Giulio Benedetto Emert, senza per questo trascurare anche altri personaggi dello scenario cittadino. Tra le personalità di assoluto rilievo con cui Bice intrattiene dei rapporti vi è anche Italo Lunelli, che incontra per la prima volta nel 1924 "al Circolo", dove intavolano una discussione che ruotava attorno al nuovo ideale fascista: le idee della Rizzi a tal proposito sono deducibili dalla corrispondenza che lei inizia a intrattenere proprio con Lunelli, in cui Bice, che riconosce come il fascismo soddisfi "teoreticamente il sentimento e le aspirazioni di un popolo che ha guadagnato col sangue la sua vittoria", si nega a essere inclusa in questo nuovo partito politico, sia perché "a noi donne spetta piuttosto incoraggiare o facilitare quel molto o quel poco di bene che è nei singoli partiti" (dunque un ruolo, per così dire, super partes), sia perché la donna afferma di disapprovare alcune istituzioni fasciste, "come p[er] e[sempio] la Milizia [...]; il favoritismo praticato su troppo larga scala che ha abbassato la tessera di partito ad un lascia passare e in molti casi a un lascia vivere". 
L'ambiente culturale e lavorativo vissuto da Bice Rizzi negli anni compresi tra i due conflitti mondiali è senza dubbio quello della Legione trentina (di cui la donna possiede regolarmente la tessera) che, com'è stato osservato, "tende a raggruppare, attorno al collante patriottico, uomini che portano con sé tradizioni, matrici culturali molto diverse". Di conseguenza non stupisce il fatto che all'interno della formazione convivessero soggetti che approvavano i programmi fascisti (come la marcia su Bolzano o il programma di italianizzazione forzata del Sudtirolo), e soggetti che invece sarebbero divenuti "i capi carismatici dell'antifascismo e della Resistenza". La frattura tra le due fazioni che s'erano formate all'interno della Legione si fece più netta nel 1923, e il fatto che nel corso del VI congresso dei soci (il 30 maggio 1926 l'allora presidente Cristofolini, di provenienza nazionalista, affermasse "la sostanziale identità di obiettivi e vedute tra Legione e fascismo" portò, come avrebbe osservato qualche anno dopo Ernesta Bittanti Battisti, al "suicidio" della Legione, che si sciolse definitivamente nel 1931.

### Durante la Seconda Guerra Mondiale
I pensieri e le azioni di Bice Rizzi negli anni del secondo conflitto mondiale sono valutabili attraverso il diario che la donna scrive saltuariamente a partire dal 10 giugno 1940 (data fatidica della dichiarazione di guerra da parte di Benito Mussolini): con intento tendenzialmente cronachistico, in esso Bice registra fatti di cronaca locale, nazionale e internazionale, richiamandosi di frequente alla figura di Cesare Battisti. Fondamentale importanza hanno in questi anni anche gli incontri con Ernesta Bittanti, ricordata innumerevoli volte nella prima parte del diario; a casa Battisti Bice probabilmente conosce gli amici antifascisti di Gigino, come ad esempio Giuseppe Disertori. Affaticata dalla guerra e addolorata per la perdita di amici un tempo suoi alleati (in un passo del diario la donna scrive, con un misto di dolore e risentimento: "Quante amicizie turba la passione politica. Una buona amicizia mi creò di dispiaceri tradendo il mio pensiero. Essa non vede che la salvezza del suo paese da conquistare con ogni mezzo. Ribatterei che io non posso disgiungere l'amore della mia Patria dal concetto mazziniano che vuole il rispetto delle libertà di tutte le patrie. Soffro per non sentire diffuso come vorrei questo sentimento"), Bice, nel 1943, si trasferisce a Marostica, dove resterà fino alla fine del conflitto. 

### Verso il tramonto: dal secondo dopoguerra alla morte
Impegnata nel secondo dopoguerra a difendere il valore a la vitalità della coscienza nazionale dagli "alfieri del separatismo e dell'autonomismo ultrà" (si può ricordare, tra questi, il professor Valentino Ciocchetti con cui Bice ebbe uno scambio di battute a mezzo stampa)., e sempre attiva sul versante culturale (sino almeno agli anni Sessanta è redatto quasi esclusivamente da lei il Bollettino del Museo trentino del Risorgimento, nato nel 1950; continua la frequentazione dell'Accademia degli Agiati, anche se più da uditrice che da relatrice; è corrispondente de Il cristallo, rivista del Centro di cultura dell'Alto Adige presieduto da Giuseppe Negri; partecipa come oratrice a diversi convegni), Bice morirà, ottantottenne, il 27 aprile 1982 a Trento.
.

## Opere
Elenco parziale
- Volano: per la verità, in La libertà, Trento, 28 gennaio 1920